# Il mistero della camera nera
Il mistero della camera nera (titolo originale The Black Room) è un film horror statunitense del 1935 diretto da Roy William Neill con protagonista l'attore Boris Karloff nel doppio ruolo di due gemelli.
Gli sceneggiatori si ispirarono ad una leggenda ungherese che riguardava una nobile casata nella quale esisteva una profezia che pronosticava l'uccisione di uno dei due discendenti ultimi della casata da parte dell'altro fratello. L'attore Boris Karloff, incuriosito ed affascinato dalla sceneggiatura ma soprattutto dalla possibilità di interpretare un doppio ruolo, accettò l'offerta di interpretare nella stessa pellicola la parte dell'eroe buono e della sua controparte malvagia.

## Trama
Nella Cecoslovacchia del 1780 il Barone Frederick de Bergmann assiste con orrore e trepidazione la venuta alla luce dei suoi due figli gemelli. Egli, infatti, teme per loro a causa di una terribile profezia che pende sulla sua casata, secondo la quale uno dei due gemelli ucciderà nella cosiddetta Camera Nera l'altro fratello. Nella speranza di contrastare l'avverarsi della maledizione, il Barone ordina di sigillare la camera e di tenere nascosta la storia ai due figli. 
Vent'anni dopo, alla morte del Barone, i due figli, Gregor e Anton, quest'ultimo paralizzato al braccio destro, sembrano convivere pacificamente sotto lo stesso tetto. Tuttavia Gregor diventa sempre più aggressivo nei confronti del fratello che decide di cercare fortuna altrove allontanandosi dal castello di famiglia.
Di ritorno nel 1820 Anton trova la popolazione del luogo atterrita dal governo tirannico e crudele di suo fratello Gregor, il quale è accusato dai contadini di rapire giovani donne, e decide di prendere il posto di suo fratello, anche grazie all'appoggio della sua stessa gente. Costretto dalle circostanze a lui sfavorevoli, tuttavia Gregor tenta un'ultima mossa ed invita suo fratello ad entrare con lui nella famigerata Camera Nera, sostenendo che facendo ciò essi scongiureranno per sempre l'infausta profezia che da sempre pende sulla loro famiglia. Una volta dentro la famigerata stanza, Gregor mostra ad Anton il pozzo al centro di essa dove quest'ultimo vede chiaramente il corpo di una ragazza, Mashka, che la popolazione aveva cercato disperatamente e della cui sparizione avevano accusato suo fratello Gregor, il quale, in un gesto di insana follia, spinge Anton nel pozzo facendolo morire trafitto dal suo stesso pugnale. Prima di spirare, tuttavia, il morente Anton promette di tornare dalla morte per vendicarsi.
Approfittando della sua estrema somiglianza con suo fratello, Gregor finge di essere Anton, e dichiara alla popolazione di aver cacciato per sempre il malvagio Barone. Continuando ad impersonare suo fratello morto, Gregor chiede al Colonnello Hassel la mano di sua figlia Thea, che era stata però promessa al tenente Lussan. Ignorando la promessa fatta in precedenza, il Colonnello Hassel decide di accettare l'offerta sostenendo che questa unione matrimoniale creerà un forte legame tra le due casate. Al momento di firmare la promessa di matrimonio, Gregor, incapace di firmare con la mano sinistra, firma con la mano paralizzata ma viene smascherato così dal Colonnello che viene però bastonato a morte dallo stesso Gregor che accuserà ingiustamente il tenente Lussan dell'omicidio e riuscirà non solo in questo intento, ma otterrà anche la mano di Thea.
Il giorno della cerimonia nuziale, il mastino di suo fratello morto aggredisce Gregor sull'altare e lo costringe a difendersi con il braccio paralizzato e quindi a rivelare la sua vera identità davanti a tutti. Costretto a fuggire nel castello da una folla inferocita, Gregori si nasconde nella Camera Nera ma anche lì viene raggiunto dal mastino che lo aggredisce al petto spingendolo nel pozzo dove per la caduta viene trafitto dallo stesso pugnale che aveva ucciso suo fratello Anton, il quale ha così realizzato la sua profezia.

## Produzione
Il film fu prodotto dalla Columbia Pictures Corporation.

## Distribuzione
Distribuito dalla Columbia Pictures Corporation, il film uscì nelle sale cinematografiche USA il 15 luglio 1935.